# Síndrome Moscow
Síndrome Moscow empieza en 2011, cuando Aleks Tomás pone punto y final a una carrera musical sólida y con 4 discos y cerca de 200 conciertos a sus espaldas para adentrarse en una nueva y emocionante aventura que cobraría el nombre de Síndrome Moscow.

## Historia
A finales de junio de 2011 se fija en ellos el productor musical Juan de Dios Martín, ahí comienza una relación que da por fruto su primera canción, Suficientemente lejos. Este tema capta la atención de diversas compañías. Así pues tras una serie de reuniones, el grupo firma por Alias Music y saca su primer álbum bajo su sello discográfico. El sencillo Despedida fue el elegido para un videoclip de animación que corre a cargo de Pablo Llorens y producido por Tritón Media. El videoclip consiguió más de 50.000 visitas en el portal Youtube.
Durante la promoción de ese vídeo, Síndrome Moscow opta por la compañía discográfica S-Music en Argentina para la edición de Suficientemente lejos y su distribución a manos de Sony Music. El disco comienza a rodar y el grupo empieza a recibir llamados para abrir los conciertos de bandas de la talla de Julieta Venegas, Hombres G, Coti, Los Secretos, etc. En apenas unos meses la banda actúa para cerca de 50.000 personas en grandes eventos, llegando a actuar incluso como única banda en el Gran Premio de Europa de F1.
En enero de 2013 Aleks y Miguel deciden que ha llegado el momento dar forma a un nuevo disco y continuar con su aventura, así que se empieza a gestar su nuevo disco de nuevo bajo las órdenes del productor Juan de Dios Martín. La buena aceptación del público le otorga al grupo una nueva recompensa cuando la cadena televisiva Cuatro los selecciona como una de las 10 mejores bandas emergentes españolas de 2013.
Es durante este periodo cuando deciden cumplir uno de sus sueños y cruzan el Atlántico para realizar una gira por los Estados Unidos actuando en ciudades como Dallas, Nueva York o Los Ángeles. Aprovechando su estancia el grupo graba el videoclip aún inédito de Besos Suicidas. Bajo la dirección de Brent Willis y postproducción por Andrew Francis (Avengers, Men in Black III, The Help, etc.) se rueda un videoclip que fue su segundo sencillo del álbum.
A su vuelta de Estados Unidos, se centran en la grabación de su nuevo disco, Ciudad Esmeralda, de nuevo en los estudios Casa Dios. En enero de 2014 se da por cerrado un álbum de 10 canciones y la banda intenta cumplir su sueño americano, centrando todos sus esfuerzos en enseñarle al público hispanoamericano sus nuevas canciones y su particular manera de entender la música.
Esta particular manera de entender la música queda plasmada en un nuevo videoclip, Ciudad Esmeralda, a manos de Juan Tormo y su equipo de Tritón Media. El vídeo es nominado como mejor vídeo musical por el NYC Independent Film Fest para su edición de 2014 siendo el único vídeo musical de habla no inglesa, siendo este un gran reconocimiento internacional y que abre las puertas a su nueva gira por Estados Unidos.
Es en octubre de 2014 cuando la banda realiza su segundo US Tour donde actúan en La Tocada Fest, uno de los mayores festivales de rock de California. La gira continúa por ciudades como Austin, Dallas, Fort Worth, San Antonio y Houston, donde comparten cartel con la banda española Jarabe de palo. La gira se cierra con una actuación en Nueva York y con la presencia de la banda en el NYC Independent Film Fest. Finalmente la valoración es positiva por parte de todos los medios (televisiones, emisoras de radio, prensa...) y promotores que cubrieron la visita de la banda a Estados Unidos.
Su tercer sencillo, Ella, dispara las escuchas en México y alcanza las 350.000 reproducciones en Spotify. En octubre de 2015 participan en el disco 30 aniversario del grupo Los Secretos editado por Universal Music junto a bandas como Amaral, Burning o Pablo López.
Su nuevo single “Media Verónica” que en este caso es un cover de Andrés Calamaro y es el anticipo del disco de versiones que está preparando la banda y que incluirá canciones de Fito Páez o Duncan Duh entre otros. La canción arranca fuerte en Spotify con cerca de 30.000 reproducciones en sus primeras 48h y entra en el puesto 26 del TOP 50 España de canciones Virales.
La banda hizo un tour promocional de "Media Veronica" por México DF donde visitaron gran parte de los medios más influyentes como Reactor, Coca Cola FM El gráfico, Ruido Blanco, Capital 21, Reforma, Notimex, Grita Radio, Efekto TV, Revista Kuadro, Diario Imagen, La Crónica, RKO, Red Capital, Estilo DF , etc..

## Discografía
- En vivo (2015)
- Ciudad esmeralda (2014)
- Suficientemente lejos (2012)

### Sencillos
- Febrero (2017)
- Media Verónica (2017)
- Quemando las ciudades (2016)
- Ciudad esmeralda (2014)
- Ella (2014)
- Despedida (2012)

### Colaboraciones
- 30 aniversario del grupo Los Secretos (con Los Secretos, 2015)

## Reconocimientos y méritos
- Youtube les otorgó galardones como el vídeo más visto en México y Argentina, por el sencillo Despedida.
- Nominación en el Berlin Independent Film Fest como Best Music Video.
- Nominación como mejor vídeo musical por el NYC Independent Film Fest (2015), por el videoclip Ciudad Esmeralda.
- Nominación como mejor vídeo musical por el NYC Independent Film Fest (2017), por el videoclip Quemando las ciudades.